# Rolls-Royce Phantom I
Rolls-Royce Phantom I — модель люкс-класу, виготовлялась британською компанією Rolls-Royce Limited з 1925 на заміну моделі Rolls-Royce Silver Ghost. Як і попередня модель, виготовлялась на заводах Великої Британії та США, де виробництво розпочали на рік пізніше і воно тривало на два роки довше.
Автомашин моделі Phantom I виготовили у Британії 2269 (до 1929), США 1243 (1926—1931); загалом виготовили 3512. Rolls-Royce Phantom I замінили 1929/31 моделлю Rolls-Royce Phantom II.

## Конструкція
Phantom I у порівнянні з попередньою моделлю Silver Ghost отримав новий 6-циліндровий мотор (107,9 × 139,7 мм) об'ємом 7668 см³ і потужністю 95 к.с. (70 кВт) при 2700 об/хв. з верхнім розміщенням клапанів типу OHV (англ. Over Head Valve). Максимальна швидкість автомашини становила 145 км/год. До картера мотора болтами кріпили три блоки на два циліндри. З 1928 головки циліндрів відливали з алюмінію замість чавуну. Головки циліндрів виготовляли з'ємними. Далі трансмісія складалась з сухого однодискового зчеплення і коробки передач. У британських авто встановлювали 4-ступеневу коробку передач, у американських 3-ступеневу. Обертовий рух на задню вісь передавався карданною передачею, причому карданний вал розмістили у металевій трубі.
Усі колеса отримали барабанні гальма з сервопідсилювачами. Перші моделі у США випускали лише із гальмами на задніх колесах. Британські і американські моделі відрізнялись розміром довгої колісної бази — 3823 мм (Британія), 3721 мм (США), при короткій базі в 3645 мм.
На шасі Rolls-Royce переважно встановлювали кузови спеціалізованих фабрик Park Ward, Thrupp & Maberly, H. J. Mulliner & Co., Hooper, у США Brewster & Co..

## Кузови Rolls-Royce Phantom I

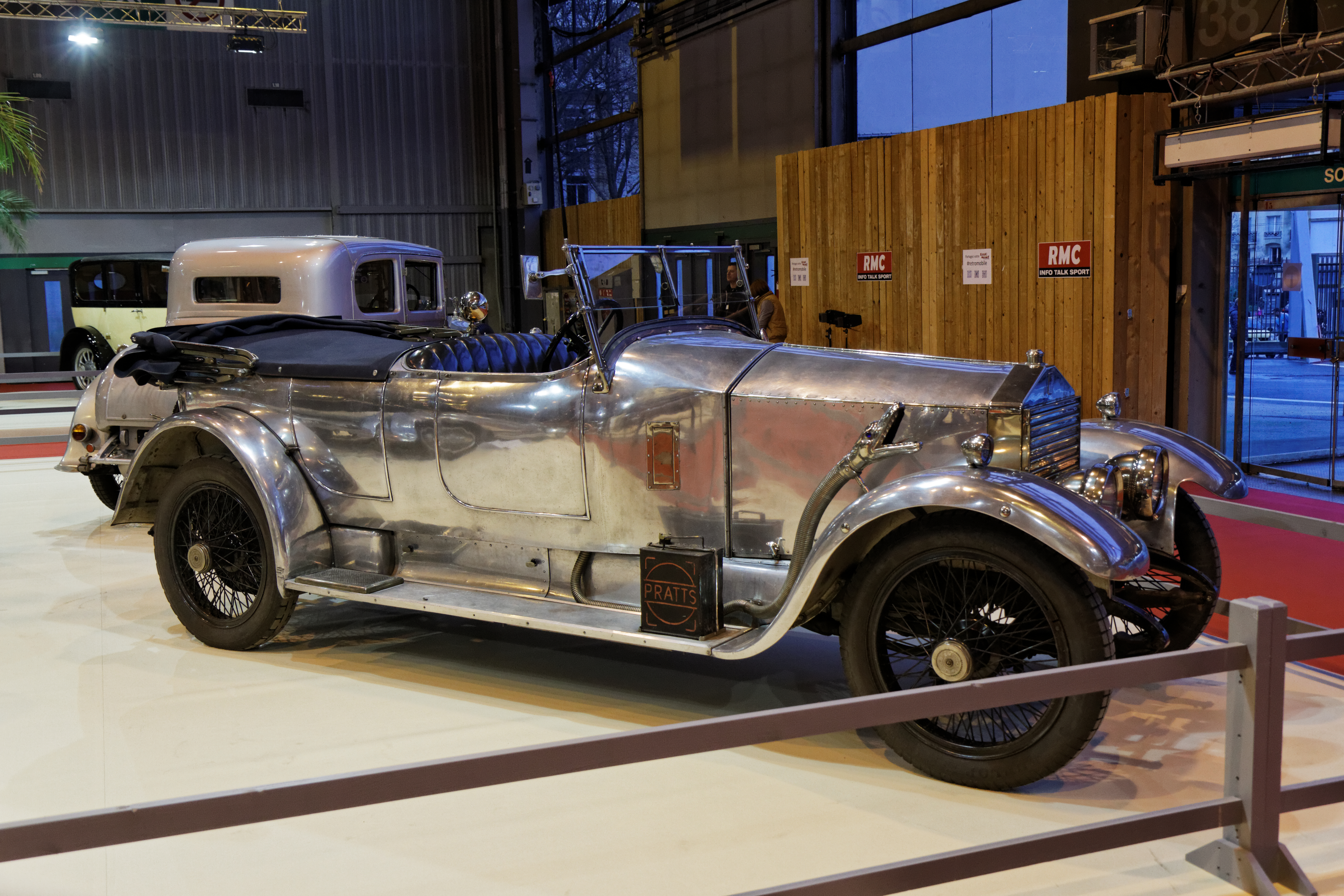
Торпедо. 1925
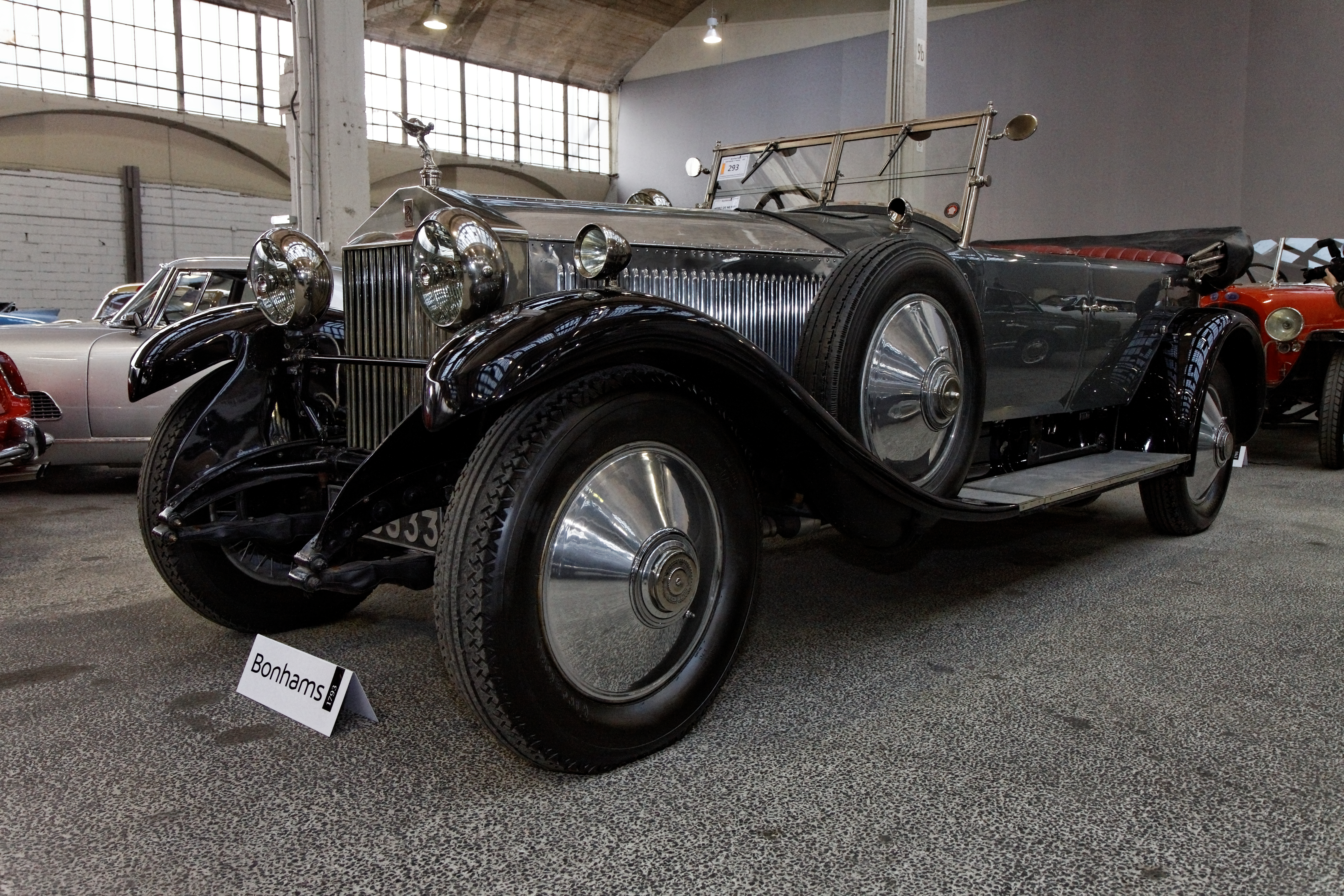
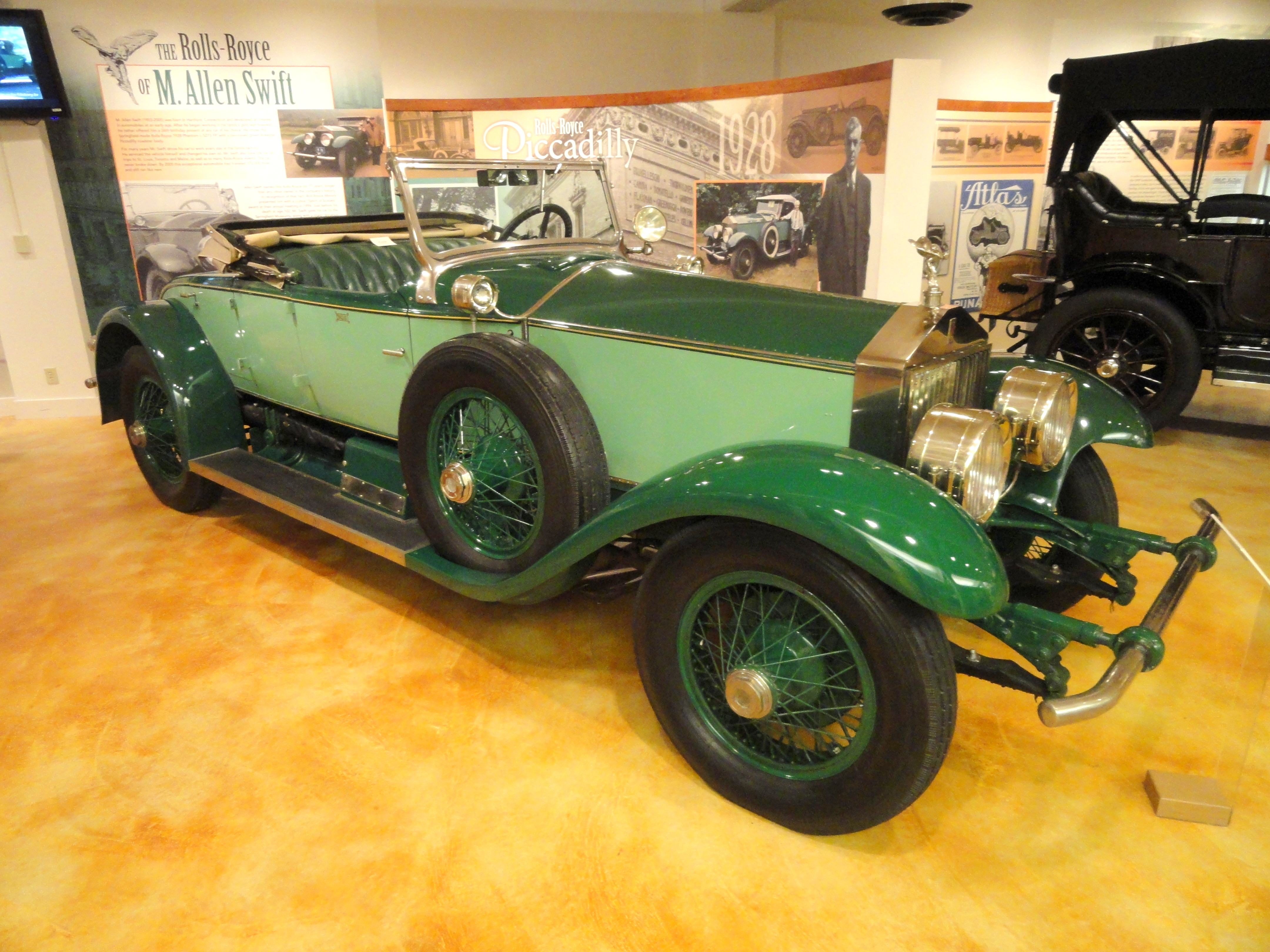
Lyman & Merrie. 1928
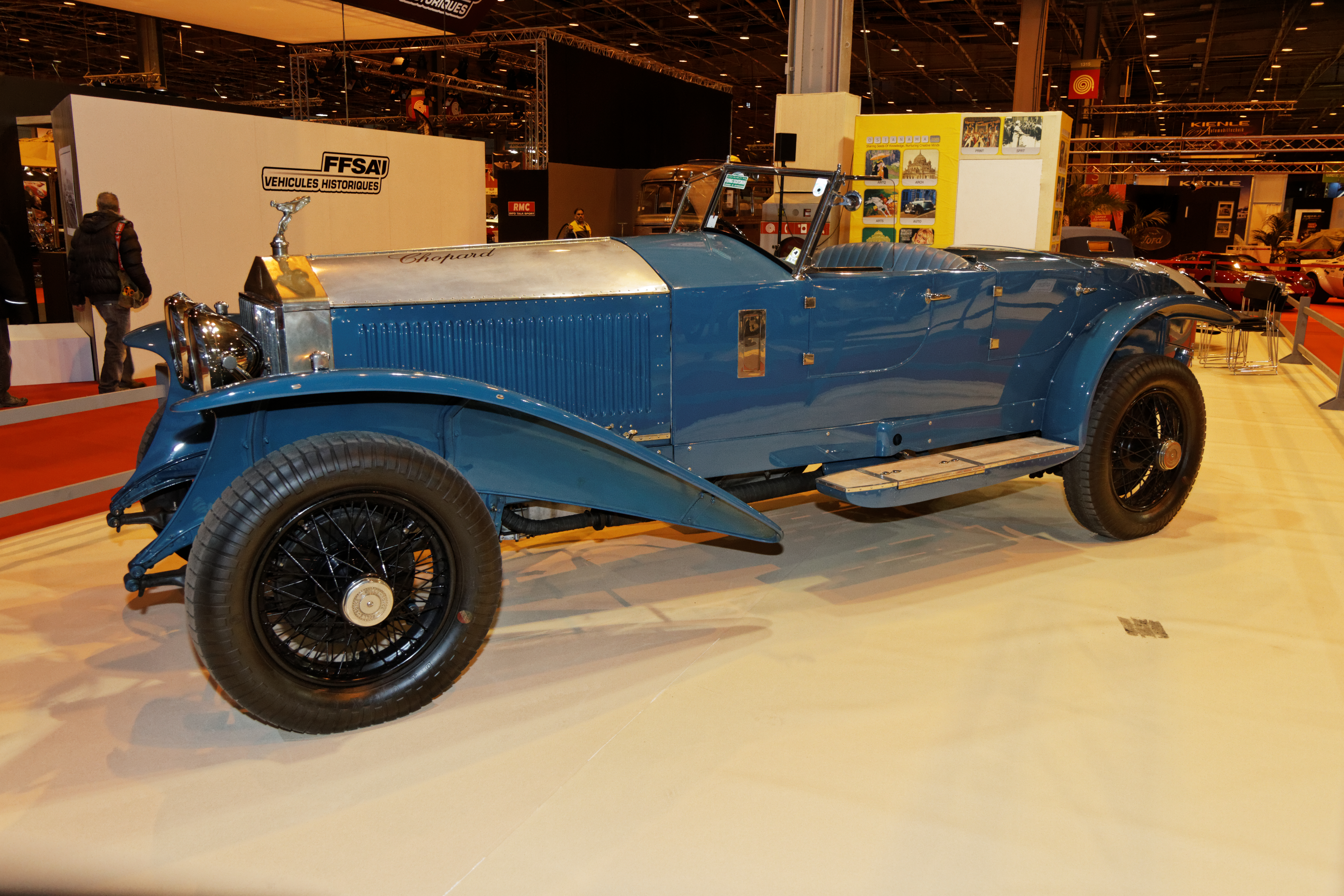
Спортивне. 1928
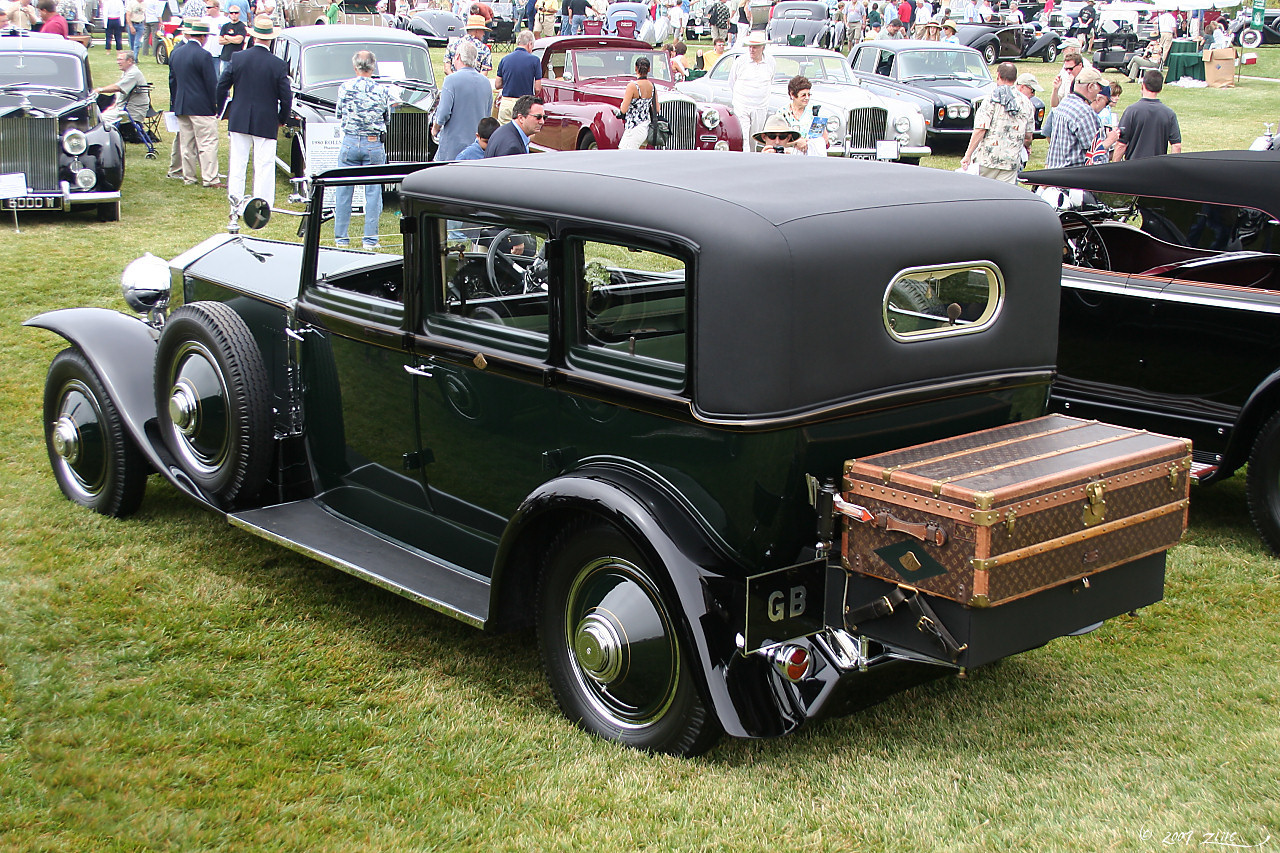
Седан де Вілле. 1929
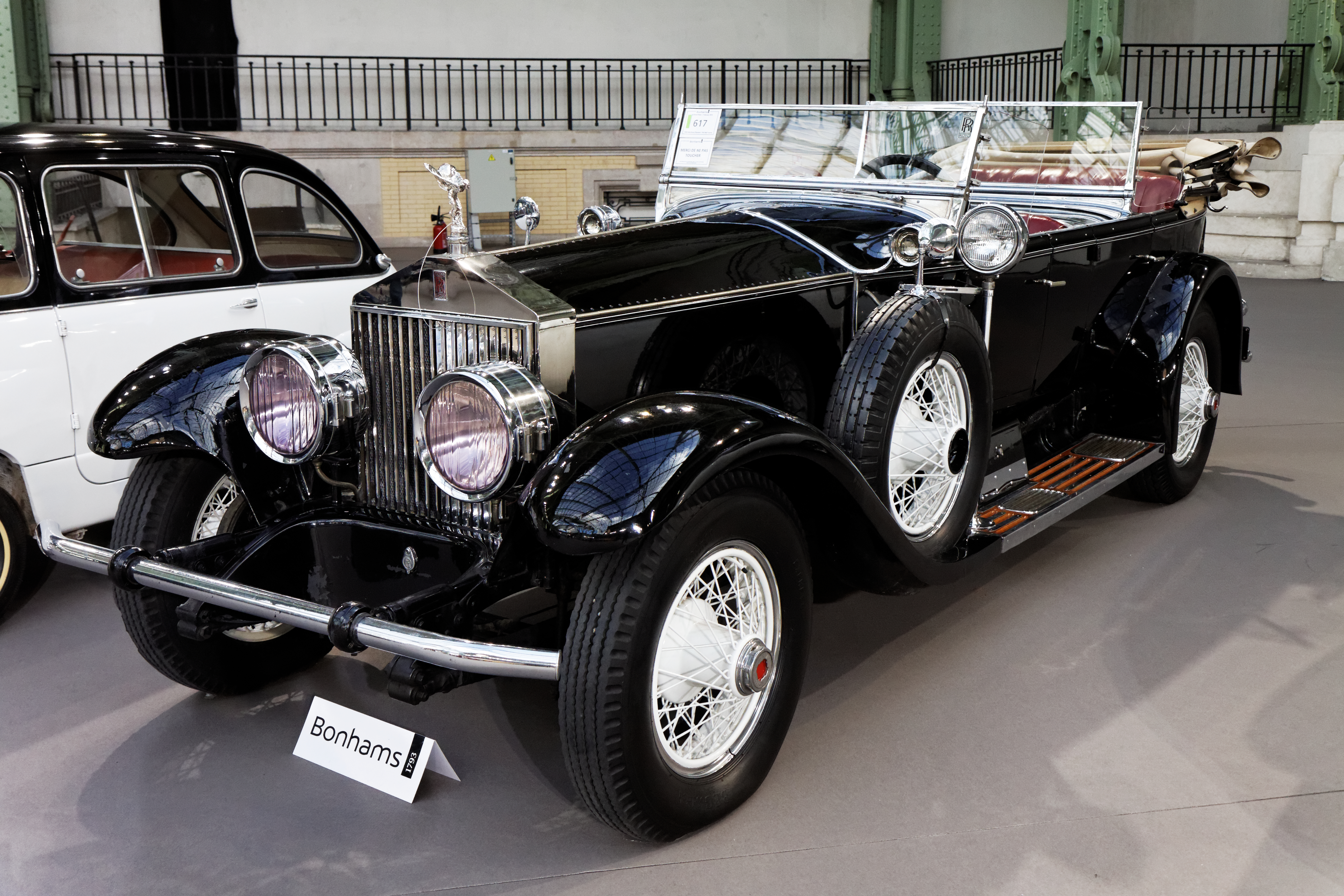
Турінґ. 1928